# Seznam generalmajorjev Slovenske vojske
Seznam generalmajorjev Slovenske vojske je urejen po letnici povišanja.

## Seznam
- Janez Slapar (1991)[1]
- Ladislav Lipič (2003)[1]
- Alojz Šteiner (2006)[2]
- (Bojan Pograjc - samo položajni čin)
- Alan Geder (2010)[3]
- Dobran Božič (2013)[4]
- Andrej Osterman (2014)[5]
- Alenka Ermenc (2018)[6], prva ženska v SV s činom generalmajorja
- Robert Glavaš (2020, generalpodpolkovnik 2023)
- Miha Škerbinc - Barbo (2021)
- Roman Urbanč (2022)[7]